# Поройки
Поройки — деревня в Некоузском районе Ярославской области России.
В рамках административно-территориального устройства относится к Лацковскому сельскому округу Некоузского района, в рамках организации местного самоуправления включается в Веретейское сельское поселение.

## География
Деревня находится в северо-западной части области, в подзоне южной тайги, на правом берегу реки Окулихи, на расстоянии примерно 27 километров (по прямой) к северу от села Новый Некоуз, административного центра района.

### Климат
Климат характеризуется как умеренно континентальный, с относительно тёплым влажным летом и умеренно холодной зимой. Среднегодовая температура воздуха — +3,2 °C. Средняя температура воздуха самого холодного месяца (января) — −10,8 °C (абсолютный минимум — −46 °C); самого тёплого месяца (июля) — +18 °C (абсолютный максимум — +35 °C). Безморозный период длится около 214 дней. Годовое количество атмосферных осадков составляет 646 миллиметров, из которых большая часть (около 70 %) выпадает в тёплый период. Снежный покров держится в среднем 150 дней. Среднегодовая скорость ветра – 4,7 м/с.

### Часовой пояс
Поройки, как и вся Ярославская область, находится в часовой зоне МСК (московское время). Смещение применяемого времени относительно UTC составляет +3:00.

## Население
| 2007 | 2010 |
| ---- | ---- |
| 0    | ↗2   |

### Национальный состав
Согласно результатам переписи 2002 года в деревне проживал один житель русской национальности.